# 三指指鰧
三指指鰧（學名：Dactyloscopus tridigitatus），為輻鰭魚綱䲁形目指鰧科指鰧屬的一個種，分布於西大西洋美國佛羅里達州皮爾斯堡至巴西聖保羅州烏巴圖巴，包括中美洲、加勒比海海域，深度0至29公尺，本魚體扁長，向尾部漸細，頭大，上部扁平，前部圓而窄，後鼻孔單孔，緊鄰管狀前鼻孔基部，眼位於頭頂，小，柄細長，柄大於眼徑，口上翹，下頜突出，上頜超過眼，兩唇均有皮瓣，上唇皮瓣13-17個，鰓蓋具10-16個皮瓣，背鰭起源於頸背，腹鰭位於喉下，尾鰭基下緣下有一明顯缺刻，側線連續，在最後一節背棘下向下彎曲，側線鱗45-46枚，側線與前兩節背棘之間有2-3排鱗片，體色為棕褐色至淺色，全身有斑點和雜色，帶有棕褐色和白色斑紋，眼後有鮭魚色條紋，頭頂和下巴以及身體中線有鮭魚色條紋，身體有時在頸背和尾基之間有11-14條棕色橫帶，胸鰭為白色，尾部有幾條淡棕色橫帶，背鰭硬棘11-12枚、背鰭軟條28-30枚、臀鰭硬棘2枚、臀鰭軟條31-34枚，體長可達9公分，棲息在沙底質海床，只有眼, 鼻子與嘴露出，生活習性不明。